# Ayako Moriya
La princesse Ayako de Takamado (絢子女王, Ayako-joō), née le 15 septembre 1990 à Tokyo, est un ancien membre de la famille impériale du Japon, troisième (et dernière) fille du défunt prince Norihito de Takamado et de la princesse Hisako Norihito de Takamado. Elle a épousé Kei Moriya en 2018.

## Biographie
Pendant ses études au lycée pour filles Gakushūin, la princesse Ayako effectue une visite en Nouvelle-Zélande en 2007 lors le cadre d'un programme de voyage chez l'habitant financé par l'école. En avril 2009, elle commence des études de service social à l'université internationale Josai (en).
En 2010 et 2011, la princesse se rend au collège Camosun en Colombie-Britannique dans le cadre d'un échange avec l'université Josai.
Ses fiançailles avec Kei Moriya se déroulent le 12 août 2018 et leur mariage a lieu le 29 octobre suivant au sanctuaire Meiji. En accord avec la loi de la Maison impériale de 1947, la princesse doit renoncer à son statut de membre de la famille impériale et adopte le nom de son mari. Le conseil économique de la Maison impériale, présidé par le Premier ministre, lui a octroyé 107 millions de yens (950 000 d'euros) en dot.
Le 17 novembre 2019, elle donne naissance à son premier fils au Aiiku Hospital à Tokyo. Son deuxième enfant, un garçon naît le 1er septembre 2022 au Aiiku Hospital à Tokyo. Le 10 mai 2024, elle donne naissance à son troisième fils à Tokyo.

## Titres
- 15 septembre 1990 – 29 octobre 2018 : Son Altesse impériale la princesse Ayako de Takamado
- Depuis le 29 octobre 2018 : Madame Ayako Moriya (mariage)

### Honneurs nationaux
- Deuxième classe de l'ordre de la Couronne précieuse

## Source de la traduction
- (en) Cet article est partiellement ou en totalité issu de l’article de Wikipédia en anglais intitulé « Princess Ayako of Takamado » (voir la liste des auteurs).